# Park So-hyun (Tennisspielerin)
Park So-hyun (koreanisch 박소현, * 2. Juli 2002 in Seoul) ist eine südkoreanische Tennisspielerin.

## Karriere
Park begann mit sieben Jahren das Tennisspielen und bevorzugt Hartplätze. Sie spielt bislang vorrangig Turniere der ITF Women’s World Tennis Tour, wo sie bisher acht Einzel- und sieben Doppeltitel gewann.
Bei ihren bislang drei Einsätzen für die südkoreanische Billie-Jean-King-Cup-Mannschaft verlor sie beide Einzel, konnte aber das Doppel gewinnen.

## Turniersiege

### Einzel
| Nr. | Datum             | Turnier   | Kategorie | Belag     | Finalgegnerin         | Ergebnis       |
| --- | ----------------- | --------- | --------- | --------- | --------------------- | -------------- |
| 1.  | 14. April 2019    | Antalya   | ITF W15   | Sand      | Joanne Züger          | 6:2, 4:6, 6:4  |
| 2.  | 14. März 2021     | Antalya   | ITF W15   | Sand      | Nuria Brancaccio      | 6:4, 6:0       |
| 3.  | 5. September 2021 | Marbella  | ITF W25   | Sand      | Marina Melnikowa      | 6:1, 7:66      |
| 4.  | 19. März 2023     | Jakarta   | ITF W15   | Hartplatz | Anastassija Kowaljowa | 6:3, 6:3       |
| 5.  | 4. Juni 2023      | Changwon  | ITF W25   | Hartplatz | Liang En-shuo         | 6:4, 7:5       |
| 6.  | 11. Juni 2023     | Daegu     | ITF W25   | Hartplatz | Kim Da-bin            | 2:6, 6:2, 6:1  |
| 7.  | 2. März 2025      | Ahmedabad | ITF W50   | Hartplatz | Arina Rodionova       | 6:3, 6:0       |
| 8.  | 27. Juli 2025     | Horb      | ITF W35   | Sand      | Astrid Lew Yan Foon   | 6:2, 1:6, 7:64 |

### Doppel
| Nr. | Datum             | Turnier             | Kategorie | Belag             | Partnerin                   | Finalgegnerinnen                         | Ergebnis           |
| --- | ----------------- | ------------------- | --------- | ----------------- | --------------------------- | ---------------------------------------- | ------------------ |
| 1.  | 17. April 2021    | Kairo               | ITF W15   | Sand              | Elina Araratowna Awanessjan | Barbora Matúšová Anastassija Solotarjowa | 6:4, 6:4           |
| 2.  | 1. Mai 2021       | Oeiras              | ITF W25   | Sand              | Adrienn Nagy                | Riya Bhatia Gabriela Cé                  | 6:4, 6:0           |
| 3.  | 10. Juni 2023     | Daegu               | ITF W25   | Hartplatz         | Wong Hong-yi                | Cho I-hsuan Cho Yi-tsen                  | 4:6, 7:62, [14:12] |
| 4.  | 2. September 2023 | Nakhon Si Thammarat | ITF W25   | Hartplatz         | Luksika Kumkhum             | Vaidehi Chaudhari Zeel Desai             | 7:64,6:0           |
| 5.  | 15. März 2025     | Kyōto               | ITF W50   | Hartplatz (Halle) | Saki Imamura                | Momoko Kobori Ayano Shimizu              | 7:5, 6:4           |
| 6.  | 28. Juni 2025     | Taipeh              | ITF W35   | Hartplatz         | Janice Tjen                 | Li Yu-yun Eri Shimizu                    | 6:1, 7:5           |
| 7.  | 9. August 2025    | Leipzig             | ITF W50   | Sand              | Peangtarn Plipuech          | Lola Giza Isabella Schinikowa            | 6:1, 6:4           |